# منتخب بوتان لكرة السلة
منتخب بوتان لكرة السلة هو ممثل بوتان الرسمي في المنافسات الدولية في كرة السلة. ينتمي إلى منطقة الاتحاد الآسيوي لكرة السلة. انضم إلى الاتحاد الدولي لكرة السلة في عام 1983.